# Síndrome de Ondina
El síndrome de Ondina, técnicamente llamado síndrome de hipoventilación central congénita (SHCC) o hipoventilación alveolar primaria, y coloquialmente la maldición de Ondina, es un trastorno respiratorio que es fatal si no se trata. Las personas que sufren de la maldición de Ondina clásicamente sufren de paro cardiorrespiratorio durante el sueño.
El SHCC es congénito o desarrollado debido a un trauma neurológico severo al tronco cerebral. El diagnóstico se puede retrasar debido a las variaciones en la severidad de las manifestaciones o la falta de conciencia en la comunidad médica, especialmente en los casos más leves. También hay casos en los que el diagnóstico se hace en la vida adulta y la edad media, aunque los síntomas suelen ser evidentes en retrospectiva. Una vez más, la falta de conciencia en la comunidad médica puede causar este retraso.
Esta es una forma muy rara y grave de fallo del sistema nervioso central, que implica un fallo congénito del control autónomo de la respiración. Aproximadamente 1 de cada 200.000 niños nacidos vivos padecen los síntomas.  En 2006, sólo había alrededor de 200 casos conocidos en todo el mundo. En todos los casos, los episodios de apnea se producen durante el sueño, pero en algunos pacientes, en el extremo más grave del espectro, la apnea se produce también durante la vigilia.
La susceptibilidad del SHCC no se sabe si está influenciada por el sexo.

## Historia y etimología
La maldición de Ondina fue descrita por primera vez en 1962 por Severinghaus y Mitchell en tres pacientes después de la cirugía de la médula espinal  cervical superior y el tronco cerebral.
Su nombre es una referencia al mito de Ondina, una ninfa de agua que tenía un amante mortal infiel. Él juró a ella que «cada respiración durante la vigilia sería un testimonio de [su] amor», y al ser testigo de su adulterio, ella le maldijo con que si él se quedara dormido, se olvidaría de respirar. Finalmente, se quedó dormido de puro agotamiento, y su respiración se detuvo.

## Signos y síntomas
El síndrome de Ondina se asocia con paradas respiratorias durante el sueño y, en algunos casos, a neuroblastoma (tumores de los ganglios simpáticos), enfermedad de Hirschsprung (agenesia parcial del sistema nervioso entérico), disfagia (dificultad para tragar) y anomalías de la pupila.  Otros síntomas incluyen oscurecimiento del color de la piel a partir de cantidades insuficientes de oxígeno, somnolencia, fatiga, dolores de cabeza, y una incapacidad para dormir por la noche.  Aquellos que sufren del síndrome de Ondina también tienen una sensibilidad a los sedantes y narcóticos, lo que hace aún más difícil la respiración.  Una baja concentración de oxígeno en las células rojas de la sangre también puede causar presión arterial alta que culmina en cor pulmonale o insuficiencia del lado derecho del corazón.

## Causas
El síndrome de Ondina se exhibe típicamente como un trastorno congénito, pero en raras circunstancias, puede también resultar de daño cerebral severo o traumatismo de la médula (por ejemplo, después de un accidente automovilístico, accidente cerebrovascular, o como una complicación de neurocirugía). Long y Allen informaron sobre la respuesta anormal en potenciales evocados auditivos del tallo cerebral en una mujer alcohólica que se recuperó de la maldición de Ondina.  Estos investigadores plantearon la hipótesis de que el tallo cerebral de su paciente fue envenenado, pero no destruido, por su alcoholismo crónico.
La investigación médica de los pacientes con este síndrome ha llevado a una comprensión más profunda de cómo el cuerpo y el cerebro regulan la respiración a nivel molecular. PHOX2B, un factor de transcripción implicado en el desarrollo de las neuronas puede estar asociado con esta enfermedad. Este gen homeobox es importante para el desarrollo normal del sistema nervioso autónomo.
La enfermedad solía ser clasificada como "neurocristopatía",  o enfermedad de la cresta neural, porque parte del sistema nervioso autónomo (como los ganglios simpáticos) se deriva de la cresta neural. Sin embargo, esta denominación ya no es adecuada porque las neuronas esenciales del sistema nervioso autónomo, incluyendo aquellas que subyacen a la definición de los síntomas de la enfermedad (paradas respiratorias), se derivan del tubo neural (la médula), no de la cresta neural, aunque tales orígenes embriológicos mixtos también son aplicables a la mayoría de las otras neurocristopatías.

## Diagnóstico
Los niños con síndrome de hipoventilación central congénita desarrollan episodios que amenazan la vida debido a la apnea con cianosis, por lo general en los primeros meses de vida. La evaluación médica excluye las lesiones del cerebro, el corazón y los pulmones, pero demuestra una respuesta anómala a la acumulación de dióxido de carbono (hipercapnia) y disminuye el oxígeno en la circulación (hipoxia), los dos estímulos más fuertes para aumentar la frecuencia respiratoria.
La polisomnografía muestra que la hipoventilación es más marcada en el sueño de ondas lentas. En los casos más graves, la hipoventilación está presente durante otras etapas del sueño, movimientos oculares no rápidos e incluso la vigilia. Un subgrupo de pacientes SHCC son de muy alto riesgo para el desarrollo de tumores malignos de la cresta neural, como neuroblastoma.
La secuencia de PHOX2B' revela mutaciones en el 91% de los casos.
Como en muchas enfermedades que son muy raras, un bebé con esta inusual forma de apnea del sueño tiene la probabilidad de que su médico probablemente nunca haya visto otro caso y no reconocerá el diagnóstico. En algunos lugares, como Francia, la gestión óptima de los pacientes, una vez identificados, se ha visto favorecida por la creación de un registro nacional y la formación de una red de centros.

## El tratamiento y el pronóstico
Los pacientes generalmente requieren traqueotomía y ventilación mecánica por un ventilador de por vida para poder sobrevivir. Sin embargo, ahora se ha demostrado que efectivamente pueden ser utilizados algunos métodos sin la necesidad de una traqueotomía (p.e., Bifásico coraza de humo).  Otros posibles tratamientos para el síndrome de Ondina incluyen la terapia de oxígeno y medicamentos para estimular el sistema respiratorio. Actualmente se presentan problemas con el uso prolongado de ventiladores, incluyendo infecciones fatales y neumonía.
La mayoría de las personas con el síndrome de Ondina no sobreviven a la infancia, a menos que reciban asistencia respiratoria durante el sueño. Una alternativa a un ventilador mecánico es la estimulación del nervio frénico/estimulación de diafragma.
Aunque es poco frecuente, se han reportado casos de SHCC de largo plazo sin tratamiento.